# سفارة المغرب في تونس
سفارة المغرب في تونس هي أرفع تمثيل دبلوماسي لدولة المغرب لدى تونس. تقع السفارة ب 39، زنقة 1 يونيو، حي ميتيال فيل بتونس العاصمة وهي تهدف لتعزيز المصالح المغربية في تونس.
حسن طارق هو السفير الحالي منذ 7 فبراير 2019.

## سفراء المغرب بتونس
| السفير                 | المنصب                 | بداية الفترة    | تقديم أوراق الإعتماد         | نهاية الفترة   | ملوك المغرب              | رؤساء تونس                                      |
| ---------------------- | ---------------------- | --------------- | ---------------------------- | -------------- | ------------------------ | ----------------------------------------------- |
| محمد العلمي            | سفير                   |                 |                              |                | الحسن الثاني             |                                                 |
| محمد عواد              | سفير                   | 15 يونيو 1964   |                              |                | الحسن الثاني             | الحبيب بورقيبة                                  |
| عمر بوستة              | سفير                   | 11 أبريل 1967   |                              | 11 أكتوبر 1969 | الحسن الثاني             | الحبيب بورقيبة                                  |
| التهامي الوزاني        | سفير                   | 1969            |                              | 1971           | الحسن الثاني             | الحبيب بورقيبة                                  |
| أحمد السنوسي           | سفير                   | 10 سبتمبر 1971  |                              |                | الحسن الثاني             | الحبيب بورقيبة                                  |
| الغالي بنهيمة          | سفير                   | 10 يناير 1974   |                              | 1976           | الحسن الثاني             | الحبيب بورقيبة                                  |
| محمد التازي            | سفير                   | 1976            |                              | 1985           | الحسن الثاني             | الحبيب بورقيبة                                  |
| عباس الفاسي‘           | سفير                   | 1 أكتوبر 1985   |                              | 1990           | الحسن الثاني             | الحبيب بورقيبة/زين العابدين بن علي              |
| عبد الحكيم العراقي     | سفير                   | 18 سبتمبر 1990  |                              |                | الحسن الثاني             | زين العابدين بن علي                             |
| محمد الحمزاوي          | قائم بالأعمال بالنيابة | 1994            |                              | 1995           | الحسن الثاني             | زين العابدين بن علي                             |
| عبد القادر بنسليمان    | سفير                   | 3 فبراير 1995   | 3 يوليوز 1995                | 2001           | الحسن الثاني/محمد السادس | زين العابدين بن علي                             |
| عبد الله بلقزيز        | سفير                   | 5 يناير 2001    |                              | 6 أكتوبر 2005  | محمد السادس              | زين العابدين بن علي                             |
| نجيب الزروالي الواريتي | سفير                   | 10 يناير 2006   | 17 فبراير 2006 29 يونيو 2006 | فبراير 2013    | محمد السادس              | زين العابدين بن علي/فؤاد المبزع/المنصف المرزوقي |
| محمد فرج الدكالي‘      | سفير                   | 9 مارس 2013     | 16 أبريل 2013                | سبتمبر 2016    | محمد السادس              | المنصف المرزوقي/الباجي قائد السبسي              |
| لطيفة أخرباش           | سفير                   | 13 أكتوبر 2016’ |                              | 3 ديسمبر 2018  | محمد السادس              | الباجي قائد السبسي                              |
| حسن طارق‘              | سفير                   | 7 فبراير 2019   | 8 نونبر 2019                 |                | محمد السادس              | الباجي قائد السبسي/محمد الناصر/قيس سعيد         |

## المغاربة المقيمين في تونس
بلغ عدد المغاربة المقيمين في تونس 5565 شخصًا من إجمالي 24841 مواطنًا من شمال إفريقيا تم إحصاؤهم في هذا البلد وفقًا لنتائج التعداد العام للسكان والسكنى الذي تم إجراؤه في تونس عام 2014.
بلغ عدد المغاربة المقيمين في تونس 34.889 شخصًا بحسب الإحصائيات الرسمية لوزارة الشؤون الخارجية والتعاون الدولي لسنة 2018.

## قنصلية
تونس: قنصلية عامة.

## معرض صور

أعضاء سفارة المغرب في تونس بمناسبة عيد العرش سنة 1970

## وصلات خارجية
- قائمة سفارات المغرب